# Френк Ходоров
Френк Ходоров (15 лютого 1887 — 28 грудня 1966) — американський член Старих правих (англ. Old Right), групи консервативних і лібертаріанських мислителів, які не підтримували втручалися в зовнішню політику і виступали проти як вступу Америки у Другу світову війну, так і проти Нового курсу. Ральф Райко назвав його «останнім із великих старих правих».

## Ранні роки
Френк Ходоров, при народженні Фішель Ходоровський (англ. Fishel Chodorowsky) народився 15 лютого 1887 року в Нижньому Вест-Сайді Нью-Йорка, одинадцятою дитиною російських єврейських іммігрантів. Він закінчив Колумбійський університет у 1907 році, потім працював на різних роботах по всій країні. Працюючи в Чикаго (1912—1917), він прочитав книгу Генрі Джорджа «Прогрес і бідність» (англ. Progress and Poverty). Ходоров писав, що «перечитував книгу кілька разів, і щоразу відчував, як занурювався у справу». За словами Ходорова:
Джордж — апостол індивідуалізму; він вчить етичним основам приватної власності; він підкреслює функцію капіталу в цивілізації, що розвивається; він наголошує на більшій продуктивності добровільної співпраці у вільній ринковій економіці, на моральному виродженні людей, підпорядкованих державному керівництву і соціалістичному конформізму. Його філософія — це філософія вільного підприємництва, вільної торгівлі, вільної людини.

## Школа Генрі Джорджа
У 1937 році Ходоров став директором Школи соціальних наук Генрі Джорджа в Нью-Йорку.Там він заснував (разом з Віллом Ліснером) і редагував шкільну газету The Freeman. У ній публікувалися статті Альберта Джея Нока (засновника попереднього журналу, який також називався The Freeman), а також таких провідних діячів того часу, як Джон Дьюї, Джордж Бернард Шоу, Бертран Рассел, Лінкольн Стеффенс і Торстейн Веблен. Ходоров використовував журнал для висловлення своїх антивоєнних поглядів:
Щодня ми повинні повторювати собі, як літургію, істину про те, що війна спричинена умовами, які породжують бідність; що жодна війна не є виправданою; що жодна війна не приносить користі людям; що війна є інструментом, за допомогою якого ті, хто має, посилюють свою владу над тими, хто не має; що війна руйнує свободу.
З початком Другої світової війни до таких поглядів перестали ставитися терпляче: Ходорова вигнали зі школи в 1942 році. Він писав, що «тоді мені здавалося, що єдине, що мені залишається — це винести собі мізки, що я, можливо, і зробив би, якби поруч зі мною не було Альберта Джея Нока».Нок пережив подібну «воєнну лихоманку» під час Першої світової війни, коли, бувши редактором антивоєнного журналу «The Nation», він побачив, як адміністрація Вудро Вільсона заборонила цей журнал у поштових відправленнях США.

## Аналіз
Ходоров публікував статті в різних журналах, зокрема в «American Mercury» Генрі Менкена, «Saturday Evening Post» та «Scribner's». У 1944 році він заснував щомісячний чотиристорінковий тижневик під назвою «Аналіз» (англ. Analysis), описаний як «індивідуалістичне видання — єдине у своєму роді в Америці». Мюррей Ротбард назвав його «одним із найкращих, хоча, безсумнівно, найбільш занедбаних „маленьких журналів“, які коли-небудь виходили у Сполучених Штатах».
Поряд з роботами Нока, на Ходорова вплинула «Держава» Франца Оппенгеймера: «Між державою та індивідом завжди відбувається перетягування каната, — писав Ходоров, — будь-яка влада, яку здобуває один, має бути на шкоду іншому».

## Фрімен
У 1954 році Ходоров знову став редактором журналу Фрімен, у його новому втіленні, відродженому під егідою Фонду економічної освіти (FEE). Протягом багатьох років він опублікував кілька статей у серії Essays in Liberty, починаючи з першого тому, що вийшов у 1952 році. Він співпрацював з Вільямом Ф. Баклі та Віллі Шламом над питанням, чи повинні індивідуалісти підтримувати інтервенціонізм, щоб допомогти людям, які чинять опір комуністичній агресії. Ходоров продовжував виступати за невтручання, але з продовженням холодної війни він втратив вплив: американський консервативний рух став бастіоном інтервенціоністської зовнішньої політики в боротьбі з радянським експансіонізмом.

## Міжуніверситетське товариство індивідуалістів
У 1953 році Ходоров заснував Міжуніверситетське товариство індивідуалістів (англ. Intercollegiate Society of Individualists, ISI), президентом якого став Баклі, що стало першою національною консервативною студентською організацією, яка до кінця століття налічувала 50 000 членів. У подальші роки ISI стало надзвичайно впливовим центром консервативних публікацій та осередком консервативного інтелектуального руху в Америці. Пізніше він перетворився на Міжуніверситетський інститут консервативних досліджень.

Ходоров мав великий вплив на багатьох з тих, хто згодом очолив лібертаріанський і консервативний рухи, включаючи Баклі, М. Стентона Еванса, Мюррея Ротбарда, Едмунда А. Опітца і Джеймса Дж. Мартіна. Мюррей Ротбард, економіст, писав:
Я ніколи не забуду глибоке хвилювання — хвилювання інтелектуального визволення — яке охопило мене, коли я вперше почув ім'я Френка Ходорова, за кілька місяців до того, як ми мали зустрітися особисто. Будучи молодим аспірантом з економіки, я завжди вірив у вільний ринок і з роками ставав дедалі більш лібертаріанцем, але ці настрої не йшли ні в яке порівняння із заголовком брошури, яку я випадково знайшов в університетській книгарні: «Оподаткування — це пограбування», автор Френк Ходоров. Це було просто, можливо, але чи багато з нас, не кажучи вже про професорів економіки оподаткування, коли-небудь висловлювали цю нищівну і руйнівну правду?.

## Пізніші роки
Бувши світським євреєм, Ходоров з віком став більше цінувати релігійну думку. Він був завзятим шанувальником вестернів.

## У масовій культурі
У серії романів у жанрі альтернативної історії «Північноамериканська конфедерація» Л. Ніла Сміта (англ. Lester Neil Smith III), в якій Сполучені Штати стають лібертаріанською державою після успішного Віскі-повстання та повалення і страти Джорджа Вашингтона за державну зраду у 1794 році, Френк Ходоров був обраний Континентальним конгресом наступником Генрі Менкена після його вбивства на дуелі у 1933 році. Він був 20-м президентом Північноамериканської конфедерації з 1933 по 1940 рік. Його наступницею стала Роуз Вайлдер Лейн, яка була 21-м президентом з 1940 по 1952 рік.

## Праці
- The Economics of Society, Government and State (1946)
- One is a Crowd: Reflections of an Individualist (1952)
- The Income Tax: Root of All Evil (1952)
- The Rise & Fall of Society: An Essay on the Economic Forces That Underline Social Institutions (1959)
- Flight to Russia (1959)
- Out of Step: The Autobiography of an Individualist (1962)
- Fugitive Essays (1980)